# اورتاکند (خوی)
اورتاکند، روستایی از توابع بخش صفاییه شهرستان خوی در استان آذربایجان غربی ایران است.

## جمعیت
این روستا در دهستان سکمن‌آباد قرار دارد و براساس سرشماری مرکز آمار ایران در سال ۱۳۸۵، جمعیت آن زیر سه خانوار بوده‌است.